# Synd
För andra betydelser, se Synd (olika betydelser).
Synd (från fornsaxiska sundea eller sundia med ursprunglig betydelse på fornengelska 'brott, förseelser, ogärning' och på germanska 'skuld'; besläktat med sann) är ett begrepp inom abrahamitiska religioner som används om handlingar eller sinnelag som står i strid med Guds vilja för en individ såsom den beskrivs i olika religiösa normsystem. Det teologiska studiet av synd kallas hamartiologi.
I judendom och islam utgörs normsystemet främst av Guds vilja att människan ska följa lagar i den religiösa urkunden och eftersträva renhet och sedlighet, medan det inom vissa kristna inriktningar främst utgörs av Guds vilja att människan ska älska honom och tro på honom. Det är nära besläktat med omoral, ondska och skuld genom att det betecknar handlingar som inte är acceptabla utifrån ett visst normsystem. I nutida språkbruk använder religiösa förkunnare sällan begreppet synd.

## Kristendomen

### Nya testamentet
Grundbetydelsen av Gamla testamentets ord för "synd", kommer från hebreiskan och betyder 'att missa målet', vilket också är innebörden av det grekiska ord som används i Nya testamentets grundtext. I 1 Joh 3:4 definieras synd som "överträdelse av lagen".
Enligt kristendomen bryter synden gemenskapen mellan människan och Gud, och ingen människa kan undvika att begå synd (Rom. 3:23). Därför är alla människor skilda från Gud. Det är skälet till att Gud sände sin son till världen för att ge människan möjlighet att vända tillbaka (Joh. 3:16). Se även frälsning, försoning och rättfärdiggörelse.
Synden har sitt ursprung i ondskan och konsekvensen av synd är död (Rom. 6:23). Inte i en omedelbar och fysisk död utan i en andlig död som slutligen kan leda till en evig död – evig åtskillnad från Gud.
Kristendomens kärnpunkt är att Guds son, Jesus, genom sin uppståndelse besegrade döden och därmed också synden. Genom Jesus kan därmed alla människor återvända till Gud och få leva i evig gemenskap med honom oavsett synden.
Förutom detta övergripande perspektiv har vissa handlingar ansetts vara synd. Bland det som alltid setts som synd inom kristendomen finns till exempel avgudadyrkan, stöld, mord, lögn och sex utanför äktenskapet, företeelser som de flesta av världsreligionerna anser omoraliska (se även tio Guds bud).

### Kristna teologer och inriktningar
Augustinus definierade synd som ett förhärdat hjärta, en förlust av kärlek till Gud, och en disposition av hjärtat att avvika från Gud på grund av överdriven egenkärlek. Synd utgör hinder för människans och Guds ideala förhållande och gör att människan inte uppnår målet med sitt liv. 
Martin Luthers bidrag till teologin kretsar mycket kring frågor om synd och ondska. Han betonade människans hopplösa situation utan möjlighet att ta sig ur synden på egen hand och Guds stora godhet när han utsätter sig själv för stort lidande för att kunna rädda människorna. Inom Luthers teologi har synd en något annorlunda definition än inom andra protestantiska rörelser, till exempel stora delar av svensk frikyrklighet. Inom klassisk Luthersk tro är synd arvsynd – ett tillstånd av skuld som barnet föds i. Inom baptistiskt inriktade rörelser definierar man synd som verksynd, det vill säga den vuxna människans avsiktliga handlingar mot det man förstår är Guds vilja.
I vardagligt språk associeras synd ofta till de oskrivna regler och "syndakataloger" som uppstod inom de pietistiska och frikyrkliga väckelserörelserna i Skandinavien under främst 1800-talet. Enligt dessa fromhetsideal ansågs till exempel alkoholdrycker, kortspel, särskilt om pengar, dans, världsliga nöjen och tidvis även onödig lyx som färggranna kläder och för mycket prål i hemmen som synd. Detta är en konsekvens av att rörelserna tillkom i en tid när industriell tillverkade alkoholdrycker gav upphov till omfattande alkoholism i Vodkabältet inklusive Skandinavien. Rörelserna ville erbjuda en helnykter miljö till nyomvända människor, och underlätta för dem att lämna sitt gamla liv i olika beroenden, genom att undvika världsliga nöjen och umgänge med människor utanför väckelserörelsen.
Inom amerikansk och tidig svensk trosrörelse, betraktar man sjukdom som konsekvens av individens synd, baserat på en bokstavlig tolkning av Bibeln. Inom flertalet andra protestantiska inriktningar, oavsett om man tror på arvssynd eller inte, betraktas sjukdom och död som konsekvens av att världen skadades till följd av Adams synd.

## Islam
I islam är synd i grund och botten en lagöverträdelse och en kränkning av instruktioner som givits av Gud beträffande religiösa plikter, moral och sociala skyldigheter. Synd för en muslim är att inte bry sig om Guds lag vilket får negativa konsekvenser för människan. Synden står emellan människan och Gud och människan måste ångra sig för att slippa straff för synden i livet efter döden.
Gud förlåter dock alla synder utom polyteism enligt Koranen (4:48). Att sätta medgudar vid Guds sida, är den största synden.